# Gjesing Station
Gjesing Station er en dansk jernbanestation i bydelen Gjesing i den nordlige del af Esbjerg. Den er et trinbræt på Den vestjyske længdebane og åbnede i 1874, samtidig med jernbanen.
Buslinjerne 3B, 5C, 6C, 7C, 8C, 11 og 144 stopper ved stationen og der er også mulighed for cykelparkering. Gjesing station ligger ved siden af Esbjerg Storcenter, så stationen ligger ud til en parkeringsplads.
I 2010 var det daglige antal passagerer på Gjesing Station 280 mens det i 2022 var ca. 123. Dette gør Gjesing station til Esbjergs 3. største, overgået af Spangsbjerg Station og Esbjerg Station. De tre største destinationsstationer er Varde station, Esbjerg station og Bramming station med henholdsvis 35%, 23% og 7% af alle rejser fra Gjesing station i 2017.
Stationen indeholder billetautomat, cykel- og bilparkering (ca. 18 pladser for biler) samt trapper og en elevator, der leder fra vejen og op til stationen.

## Galleri
- Perron på Gjesing station
- Spor mod Esbjerg
- Cykelparkering ved stationen
- Gjesing station fra Kjersing Ringvej